# 维托里奥·波佐
维托里奥·波佐（義大利語：Vittorio Pozzo，1886年3月2日—1968年12月21日），意大利男子足球运动员、教练。他作为条理阵式的缔造者曾带领意大利参加1934年和1938年国际足联世界杯，结果队伍两次均夺得冠军。

## 榮誉

### 教练生涯
意大利国家足球队
- 国际足協世界杯冠军(2次)：1934年，1938年
- 奥运会足球比赛项目冠军(1次)：1936年
- 中欧国际盃冠军(2次)：1927至30年，1933至35年

### 个人榮誉
- 2011年入选意大利足球名人堂（英语：Italian Football Hall of Fame）。